# 딜 오어 노 딜
《딜 오어 노 딜》(Deal or No Deal)은 미국 NBC의 텔레비전 게임 쇼로, 26개의 철가방을 이용한 머니 심리게임 쇼이다. 네덜란드의 《밀유넨야흐트》를 원작으로 하여 제작되었다.

## 진행
우선, 플레이어는 26가지의 금액이 각각 들어있는 철가방 중에 하나를 선택해 가져온다. 그 다음 매 라운드마다 무대에 있는 다른 철가방을 열어보면서 자신의 철가방 속에 있는 금액을 유추해 간다. 매 라운드가 끝날 때마다 협상금이 제시되는데, “딜(Deal)”을 선택하면, 협상금을 받고 게임이 종료되며, “노 딜(No Deal)”을 계속하면 게임이 계속된다.
게임이 끝나면 자신이 처음에 선택한 철가방을 열어 금액을 확인한다. 만약 중간에 “딜(Deal)”을 선택한 경우에는 자신의 철가방 속의 금액이 협상금보다 낮은지 혹은 높은지에 따라 “굿 딜(Good Deal)”의 여부가 결정된다. 끝까지 “노 딜(No Deal)”을 선택한 후에는 마지막으로 남은 2개 중 하나의 철가방을 선택할 수 있으며, 선택한 철가방 속의 금액을 획득하게 된다.

## 같이 보기
- 밀유넨야흐트
- 더 딜
- 신동엽의 Yes or No